# Fabian Hischmann
Fabian Hischmann (* 1983 in Donaueschingen) ist ein deutscher Schriftsteller. Er lebt in Berlin.

## Werdegang
Fabian Hischmann studierte Kreatives Schreiben und Kulturjournalismus in Hildesheim, sowie Literarisches Schreiben am Deutschen Literaturinstitut in Leipzig. 2011 wurde ihm durch das Bremer Autorenstipendium, ein Förderprogramm unter der Schirmherrschaft des Bremer Senators für Kultur, eine finanzielle Unterstützung zuteil. Des Weiteren konnte er einen Platz unter den besten zehn Teilnehmern des FM4-Kurzgeschichtenwettbewerbs Wortlaut erreichen. Unter der Leitung von Paul Jandl nahm er 2013 an der Schreibwerkstatt der Jürgen-Ponto-Stiftung im Herrenhaus Edenkoben teil. Sein Debütroman Am Ende schmeißen wir mit Gold erschien 2014. Dieser Coming-of-Age-Roman wurde im selben Jahr für den renommierten Preis der Leipziger Buchmesse nominiert. Der Autor geriet mit seinem Debüt in das Kreuzfeuer der sogenannten Florian-Kessler-Literaturdebatte. Das Buch wurde daraufhin vielfach und kontrovers diskutiert. 2017 erschien sein zweiter Roman Das Umgehen der Orte. Im August 2019 wurde der Erzählungsband Alle wollen was erleben veröffentlicht.

## Werke
- Am Ende schmeißen wir mit Gold. Berlin Verlag, Berlin 2014, 256 Seiten, ISBN 978-3-8270-1148-0
- Das Umgehen der Orte. Berlin Verlag, Berlin 2017, 208 Seiten, ISBN 978-3-8270-1292-0
- Alle wollen was erleben. Berlin Verlag, Berlin 2019, 176 Seiten, ISBN 978-3-8270-1357-6